# 大桥镇 (东阿县)
大桥镇，是中华人民共和国山東省聊城市东阿县下辖的一个乡镇级行政单位。

## 行政区划
大桥镇下辖以下地区：
王洼村、湖西村、孙六村、康韩村、小张村、小生村、大生村、大义屯村、毕庄村、于窝村、郭口村、麻庄村、尹庄村、赵庄村、曹庄村、小太平村、大太平村、李刘村、双凤村、秦姚村、张山村、小山村、姜庄村、李坡村、井圈村、魏瓮村、金桥村、凌山村、前韩村、后韩村和南候村。